# Bristol Pegasus
Il Bristol Pegasus era un motore aeronautico radiale 9 cilindri raffreddato ad aria prodotto dall'azienda britannica Bristol Engine Company negli anni trenta e quaranta.

## Sviluppo
Progettato quale successore del fortunato motore Jupiter prodotto dalla stessa ditta, il Pegasus era caratterizzato da una configurazione ad una sola stella di 9 cilindri e nello sviluppo beneficiò dell'esperienza maturata durante lo sviluppo del Bristol Mercury. Successivamente, e la cosa può generare confusione, la ditta riutilizzò il nome per designare un motore turboventola destinato al caccia a decollo verticale Hawker Siddeley Harrier, commercializzato successivamente dalla Rolls-Royce plc con il proprio marchio, il Rolls-Royce Pegasus.
Come per il predecessore Jupiter anche del Pegasus venne ceduta la licenza di costruzione all'estero.
In Polonia venne acquisita dalla Państwowe Zakłady Lotnicze (PZL), che li utilizzò per equipaggiare i velivoli di propria produzione PZL.23 Karaś e PZL.37 Łoś.
In Italia l'Alfa Romeo Milano ottenne la possibilità di introdurre delle migliorie che portò alla realizzazione prima dal 125 RC.35, poi dalla serie 126, i 126 RC.34 ad uso militare e 126 RC.10 ad uso civile.

## Descrizione tecnica
Il Pegasus aveva le stesse dimensioni, cilindrata e costruzione mista acciaio ed alluminio del precedente Jupiter. I miglioramenti riguardavano principalmente l'incremento del regime di rotazione passato, alla massima potenza di decollo, dai 1 950 giri/min dello Jupiter ai 2 600 giri/min del Pegasus II. Le prestazioni subirono un incremento e la potenza al decollo salì dai 580 hp (430 kW) dello Jupiter ai 650 hp (474 kW) dei primi Pegasus II. In seguito ci fu un ulteriore incremento e i primi Pegasus III di produzione fornivano 690 hp (515 kW) per arrivare poi ai 1.010 hp (750 kW) degli ultimi modelli in versione XXII dotati di un compressore centrifugo più efficiente.
L'utilizzo più noto del Pegasus fu quello dell'aerosilurante biplano Fairey Swordfish impiegato della Fleet Air Arm durante la seconda guerra mondiale. Il motore fu anche utilizzato sul Bristol Bombay e sul Vickers Wellesley.

## Velivoli utilizzatori
Lituania
- ANBO-IV

 Paesi Bassi
- Fokker C.X

 Polonia
- LWS-6 Żubr
- PZL.23 Karaś
- PZL.37 Łoś
- PZL.42

 Regno Unito
- Blackburn Baffin
- Boulton Paul Overstrand
- Bristol Bombay
- Fairey Swordfish
- Handley Page HP.52 Hampden
- Handley Page HP.54 Harrow
- Saro London
- Short Empire
- Short Mayo Composite
- Short Sunderland
- Supermarine Stranraer
- Supermarine Walrus
- Vickers Type 253
- Vickers Vespa
- Vickers Victoria
- Vickers Vildebeest
- Vickers Vincent
- Vickers Valentia
- Vickers Wellington
- Vickers Wellesley
- Westland Wallace

 Italia
- Savoia-Marchetti S.72
- Savoia-Marchetti S.M.95 (versione post-bellica)

 Svezia
Saab 17